# Grottkrypning

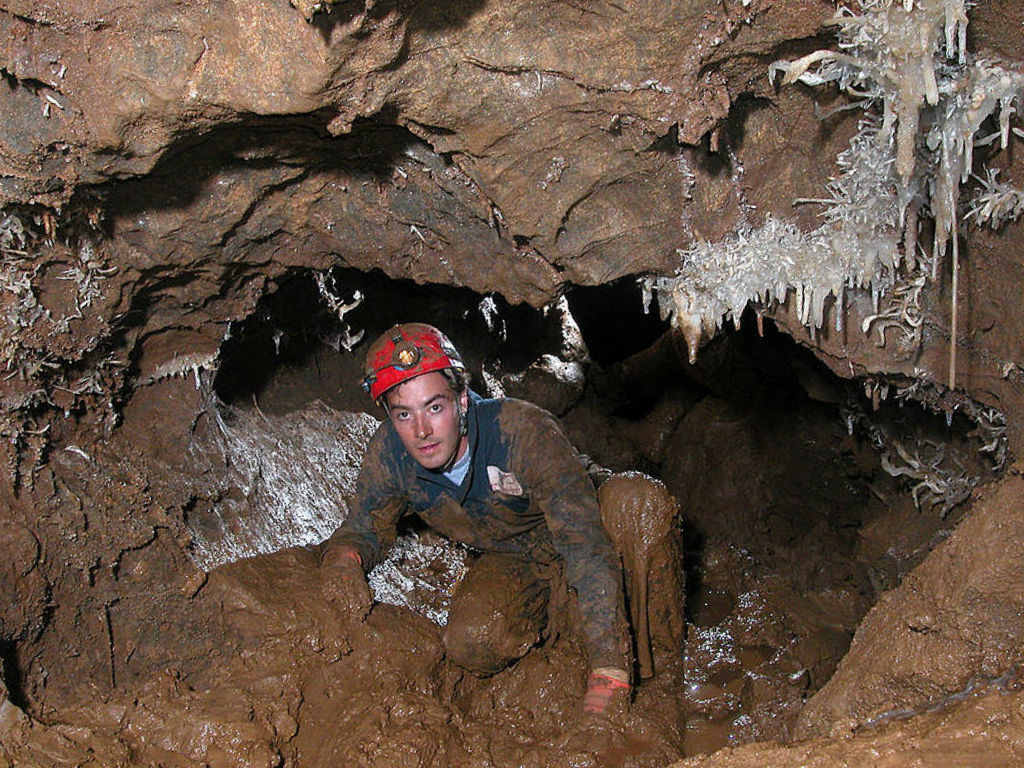
Att kravla i lera är något man måste förvänta sig om man skall hålla på med grottkrypning.

Grottkrypning är en aktivitet med syfte att utforska grottor. En person som sysslar med grottkrypning kallas för grottkrypare. Mer vardagligt förekommer även "grottis". Grottkrypning, som är att betrakta som en hobby, kan ställas i motsats till speleologi, som är det vetenskapliga studiet av grottor.
Grottkrypning innebär en hel del utmaningar som dock kan skilja sig beroende på vilken grotta man besöker. En enklare grotta kräver endast hjälm, oömma kläder och en bra ljuskälla. En del grottor har smala passager där man behöver klämma sig igenom. Sällskap är alltid viktigt och i längre grottor behöver man även reservbelysning. Mer avancerade grottor kräver klättring. Till skillnad mot klättring i berg där man alltid börjar nedifrån innebär grottklättring oftast att man börjar från den högsta punkten och klättrar nedåt. Därför använder man vanligen firning nedför och repklättring uppför. Vissa grottor har vattenlås där dykning är nödvändig för fortsatt utforskning. Utforskning av riktigt långa grottor kan kräva att man övernattar i grottan, vilket ställer ytterligare utrustningskrav.
Grottkrypning utövas oftast för glädjen att utforska utrymmen under jord, vilket kan liknas vid bergsklättrarens strävan att nå toppen eller utforskning vid dykning. Utforskningen av grottor leder fram till kunskap om existerande grottor och blir därför en förutsättning för att driva speleologi. Många grottkrypare får också med tiden ett vetenskapligt intresse.
Vid utforskning av avancerade grottor är säkerhet en viktig aspekt. Svårigheterna att ta sig fram gäller i lika hög grad de som skall rädda en skadad person som utforskat en svår grotta. I många fall är det grottkryparna själva som får stå för räddningen. I de olika grottförbund som finns i olika länder finns sektioner som ansvarar för grottsäkerhetsfrågor. Grottförbunden brukar regelbundet anordna övningar i grotträddning.
Om man är intresserad av grottor och/eller vill börja med grottkrypning finns Sveriges speleologförbund som är en rikstäckande förening, men också lokala föreningar som till exempel West Coast Cavers, Stockholms Grottklubb och Uppsala Grottklubb.